# Мобули
Мобулите (Mobula) са род скатове от семейство Орлови скатове (Myliobatidae). Появяват се заедно с мантите, които са от същото семейство. Видовете от този род често са наричани „летящи скатове“, поради склонността им да скачат над морската повърхност. Тялото на дяволската риба (M. mobular) може да достигне на ширина до 5,2 m и вероятно може да тежи над един тон.
Въпреки големите им размери тези скатове не са изучени напълно и до днес, и все още не е ясно защо скачат над водата. Всъщност тяхното летене не е летене в истинския смисъл на думата, защото се издигат много рядко на повече от два метра над повърхността на водата и то за изключително кратко време.

## Класификация
Род Мобули
- Вид Mobula eregoodootenkee (Bleeker, 1859)
- Вид Mobula hypostoma (Bancroft, 1831) – Сенегалска мобула
- Вид Mobula japanica (Müller & Henle, 1841)
- Вид Mobula kuhlii (Müller & Henle, 1841)
- Вид Mobula mobular (Bonnaterre, 1788) – Дяволска риба
- Вид Mobula munkiana Notarbartolo-di-Sciara, 1987
- Вид Mobula rochebrunei (Vaillant, 1879)
- Вид Mobula tarapacana (Philippi, 1892)
- Вид Mobula thurstoni (Lloyd, 1908)